# Championnats du monde de luge 2005
Navigation
Édition suivante
Les Championnats du monde de luge 2005 se sont déroulés du 18 au 20 février 2005 à Park City (États-Unis) sous l'égide de la Fédération internationale de luge de course (FIL). Il y a quatre titres à attribuer, un pour les hommes, un pour les femmes, un pour le double hommes et enfin un pour le relais mixte par équipes. Il s'agit d'une compétition annuelle (hors année olympique). C'est la première fois que Park City accueille cet évènement sur la piste construite à l'occasion des Jeux olympiques d'hiver de 2002.

## Tableau des médailles
Trois nations ont remporté des médailles et huit des douze médailles furent acquises par la seule équipe d'Allemagne. Un seul titre échappe à cette dernière avec l'épreuve masculine remportée par l'Italien Armin Zöggeler.
| Rang | Nation     | Or | Argent | Bronze | Total |
| ---- | ---------- | -- | ------ | ------ | ----- |
| 1    | Allemagne  | 3  | 3      | 2      | 8     |
| 2    | Italie     | 1  | 0      | 1      | 2     |
| 3    | États-Unis | 0  | 1      | 1      | 2     |

## Podiums
| Épreuves                                    | Or                                                                 | Argent                                                             | Bronze                                                                                |
| ------------------------------------------- | ------------------------------------------------------------------ | ------------------------------------------------------------------ | ------------------------------------------------------------------------------------- |
| Hommes résultats détaillés                  | Armin Zöggeler                                                     | Georg Hackl                                                        | David Möller                                                                          |
| Double-hommes résultats détaillés           | Allemagne André Florschütz Torsten Wustlich                        | Allemagne Patric Leitner Alexander Resch                           | États-Unis Mark Grimmette Brian Martin                                                |
| Femmes résultats détaillés                  | Sylke Otto                                                         | Barbara Niedernhuber                                               | Anke Wischnewski                                                                      |
| Relais mixte par équipe résultats détaillés | Allemagne André Florschütz Torsten Wustlich Sylke Otto Georg Hackl | États-Unis Mark Grimmette Brian Martin Ashley Hayden Tony Benshoof | Italie Christian Oberstolz Patrick Gruber Anastasia Oberstolz-Antonova Armin Zöggeler |

## Résultats détaillés

### Hommes
| Rang | Lugeurs           | Temps          |
| ---- | ----------------- | -------------- |
| 1    | Armin Zöggeler    | 1 min 30 s 617 |
| 2    | Georg Hackl       | 1 min 30 s 770 |
| 3    | David Möller      | 1 min 30 s 784 |
| 4    | Jan Eichhorn      | 1 min 30 s 893 |
| 5    | Markus Kleinheinz | 1 min 31 s 001 |
| 6    | Stefan Höhener    | 1 min 31 s 088 |
| 7    | Tony Benshoof     | 1 min 31 s 110 |
| 8    | Reinhold Rainer   | 1 min 31 s 147 |

|                     |
| Résultats officiels |

### Double-hommes
| Rang | Lugeurs                                          | Temps          |
| ---- | ------------------------------------------------ | -------------- |
| 1    | Allemagne André Florschütz Torsten Wustlich      | 1 min 28 s 091 |
| 2    | Allemagne Patric Leitner Alexander Resch         | 1 min 28 s 103 |
| 3    | États-Unis Mark Grimmette Brian Martin           | 1 min 28 s 215 |
| 4    | Italie Christian Oberstolz Patrick Gruber        | 1 min 28 s 282 |
| 5    | Italie Gerhard Plankensteiner Oswald Haselrieder | 1 min 28 s 363 |
| 6    | États-Unis Preston Griffall Dan Joye             | 1 min 28 s 402 |
| 7    | Slovaquie Lubomir Mick Walter Marx               | 1 min 28 s 519 |
| 8    | Autriche Markus Schiegl Tobias Schiegl           | 1 min 28 s 574 |

|  | Résultats officiels |

### Femmes
| Rang | Lugeuses             | Temps          |
| ---- | -------------------- | -------------- |
| 1    | Sylke Otto           | 1 min 28 s 056 |
| 2    | Barbara Niedernhuber | 1 min 28 s 284 |
| 3    | Anke Wischnewski     | 1 min 28 s 366 |
| 4    | Ashley Hayden        | 1 min 28 s 499 |
| 5    | Natalia Yakushenko   | 1 min 28 s 696 |
| 6    | Sonja Manzenreiter   | 1 min 28 s 782 |
| 7    | Veronika Halder      | 1 min 28 s 869 |
| 8    | Anna Orlova          | 1 min 28 s 871 |

|  |                     |
|  | Résultats officiels |

### Relais mixte par équipe
| Rang | Lugeurs                                                                               | Temps          |
| ---- | ------------------------------------------------------------------------------------- | -------------- |
| 1    | Allemagne André Florschütz Torsten Wustlich Sylke Otto Georg Hackl                    | 2 min 15 s 696 |
| 2    | États-Unis Mark Grimmette Brian Martin Ashley Hayden Tony Benshoof                    | 2 min 15 s 859 |
| 3    | Italie Christian Oberstolz Patrick Gruber Anastasia Oberstolz-Antonova Armin Zöggeler | 2 min 15 s 933 |
| 4    | Autriche Markus Schiegl Tobias Schiegl Sonja Manzenreiter Markus Kleinheinz           | 2 min 16 s 046 |
| 5    | Russie Ivan Nevmergiski Vladimir Prokhorov Alexandra Rodionova Albert Demtschenko     | 2 min 16 s 550 |
| 6    | Canada Grant Albrecht Eric Pothier Regan Lauscher Jeff Christie                       | 2 min 16 s 562 |
| 7    | Slovaquie Lubomir Mick Walter Marx Veronika Sabolova Jaroslav Slavik                  | 2 min 17 s 311 |
| 8    | Japon Goro Hayashibe Masaki Toshiro Madoka Harada Takahisa Oguchi                     | 2 min 18 s 171 |

|  | Résultats officiels |